# Війна Чорного Яструба
Війна Чорного Яструба (англ. Black Hawk War) — збройний конфлікт між США та індіанськими племенами, що відбувся 1832 року.

## Передісторія
Індіанські племена сауків і фоксів у XVIII столітті проживали вздовж річки Міссісіпі на території сучасних американських штатів Іллінойс і Айова. Ці два племені були тісно пов'язані одне з одним. У результаті Луїзіанської покупки землі сауків і фоксів опинилися в центрі США.
3 листопада 1804 року деякі вожді сауків і фоксів пішли на угоду з американцями, погодившись поступитися США племінними землями в Іллінойсі в обмін на незначні подарунки. Багато лідерів індіанців, в тому числі і вождь саук Чорний Яструб, відмовилися визнати цей договір.
Під час англо-американської війни 1812—1815 років сауки і фокси воювали на стороні Британської імперії і конфедерації Текумсе. В 1818 році Іллінойс став штатом і зажадав виселення індіанців протягом 10 років. Група саук, на чолі з Чорним Яструбом, відмовилася покинути рідні землі, але після нападів сіу військовий лідер сауків відвів своїх людей до Айови.
Після закінчення англо-американської війни білі поселенці почали просуватися на Захід, але міжплемінна війна між сіу, оджибве, саук і фокс заважала цьому. В 1825 році уряд США на раді в Прейрі-дю-Чін спробував примирити племена і зупинити війну. На раді були присутні сауки, фокси, оджибве, сіу, оттава, потаватомі, віннебаго, меноміні і айова. Договір, прийнятий на раді, установлював кордони між племенами й укладав мир. Згідно з угодою, в північно-східній Айові між сіу і саук і фокс перебувала нейтральна територія, протяжністю 40 миль.

## Початок війни
Після відходу до Айови сауки й фокси розділилися на дві групи. Першу очолив Кеокук, який, після відвідування американських міст в 1828 році, вважав війну з США невигідною і безуспішною. Як майстерний і досвідчений оратор, він часто вів переговори з американською владою. Лідером другої групи був Чорний Яструб, який прагнув повернутися на рідні землі. Більшість сауків і фоксів прийняли сторону Кеокука, але близько 800 людей приєдналися до Чорного яструба.
5 квітня 1832 року частина індіанців, яка стала відома, як Британська група, перетнула Міссісіпі й попрямувала до Іллінойсу. До складу цієї групи, окрім сауків і фоксів, входило невелика кількість індіанців Віннебаго, ілліноїв і потаватомі. Воїнів серед людей Чорного Яструба було близько 500 осіб.
Коли Британська група опинилася в Іллінойсі, то ні потаватомі, ні Віннебаго не підтримали її. Віннебаго в 1827 році вели війну з американцями і не хотіли її продовження, хоча деякі все ж приєдналися до Чорного яструба. Більшість потаватомі прагнули збереження нейтралітету. На племінній раді 1 травня 1832 року лідери потаватомі оголосили, що ті, хто підтримають Британську групу, будуть вважатися зрадниками свого народу. У середині травня шабоно і Ваубонсі, вожді потаватомі, повідомили Чорного яструба, що ні потаватомі, ні британці, не допоможуть йому у війні з США.